# Pátzcuaro
Pátzcuaro es una localidad del estado mexicano de Michoacán y cabecera del municipio homónimo. En la antigüedad era parte del señorío de los uacúsechas, la tierra de los purépechas. Pátzcuaro forma parte del programa turístico Pueblos Mágicos.

## Toponimia
Su nombre aparece registrado en la Relación de Michoacán como Tzacapu-Hamúcutin-Pásquaro, con el significado de ‘donde están las piedras (los dioses) a la entrada de donde se hace la negrura’. Su interpretación morfológica es la siguiente: tzacapu ‘piedra’; hamúcutin, ‘puerta o entrada’; y pásquaro, término formado por pás- (radical del verbo páscani) ‘teñir de negro’; -qua- (radical de -quare-, actualmente escrito -kuarhe-) es una partícula que se incorpora en los verbos antes de la terminación del infinitivo para hacerlo reflexivo; y -ro, sufijo determinativo de lugar, con el significado de ‘lugar donde se hace la negrura’.
Recordemos que los purépechas consideraban a los lagos la puerta de entrada a su cielo, «el inframundo», a donde iban las almas de los muertos, conducidos por un perro (una nutria, llamada también el perro del agua), a reencontrarse con la divinidad. Su interpretación morfológica ‘donde están las piedras (los dioses) a la entrada de donde se hace la negrura’, podemos por extensión darle también la interpretación de ‘La puerta del cielo’ o bien ‘La entrada al paraíso’ (Interpretación morfológica de Salvador Garibay Sotelo).[cita requerida]

## Historia
Pátzcuaro fue una de las primeras ciudades que fundaron los purépechas, hacia el año 1300. La tradición cuenta que fue fundada por Curatame y que luego fue convertida en el centro religioso y ceremonial del pueblo purépecha por Tariácuri. En 1522, al momento de la llegada de los españoles, la capital se había trasladado a Tzintzuntzan, y subsistían en Pátzcuaro solamente un centro ceremonial escasamente poblado.
Según la tradición, a Pátzcuaro arribó el enviado de Hernán Cortés, Cristóbal de Olid, y tuvo lugar el sometimiento del cazonci Tangáxoan Tzíntzicha. Años más tarde se otorgó el gobierno de la Nueva España al presidente de la Primera Audiencia, Nuño Beltrán de Guzmán, quien realizó repetidas exigencias de tesoros, puso en prisión, juzgó sumariamente y finalmente ejecutó al último cazonci, Tangáxoan Tzíntzicha. Los hechos trascendieron y llegaron a oídos de las autoridades en España. Como consecuencia, en 1533 fue enviado como visitador el oidor Vasco de Quiroga, quien en 1537 sería nombrado obispo de Michoacán. Este personaje supo hacerse con la situación y entender a los habitantes, y se dedicó a ayudarles con sentido de justicia y con inteligencia. De esta manera pudo salvarles de la situación en que se hallaban. Ayudó a los niños especialmente y, además, fundó poblados nuevos, enseñando en escuelas a desarrollar y promocionar sus artesanías vernáculas y tradicionales. Los nativos supieron enseguida que contaban con alguien en quien poderse fiar y comenzaron a llamarle con el apelativo cariñoso de «Tata Vasco».
En 1539 Quiroga trasladó la capital civil y la sede episcopal de Tzintzuntzan a Pátzcuaro, ocupándose asimismo de reconstruirla y repoblarla. Su estatua se encuentra en la plaza Grande o principal. Al trasladarse la capital, Pátzcuaro tomó el título de «Ciudad de Mechuacán», originalmente expedido para Tzintzuntzan y posteriormente disputada con Valladolid. En 1553, Pátzcuaro obtuvo la confirmación del título de ciudad y un escudo de armas. Dada su importancia, aquí se construyeron conventos de franciscanos y agustinos, el colegio de la Compañía de Jesús (1575), así como el Colegio de San Nicolás Obispo, auspiciado por Quiroga. En la ciudad también se encontraban las residencias de los principales encomenderos y pobladores españoles, así como de la nobleza indígena.
Después de la muerte de Quiroga inició la decadencia progresiva de Pátzcuaro. Las autoridades civiles se trasladaron a Valladolid en 1575, y en 1579 y 1580 hicieron lo mismo el Obispado y el colegio de San Nicolás. De forma nominal, Pátzcuaro siguió siendo la capital provincial hasta la creación de las intendencias, en 1786.
En 1766 y 1767 Pátzcuaro fue el centro de la rebelión encabezada por Pedro de Soria Villarroel, gobernador indígena de Pátzcuaro, quien se opuso a la creación de milicias provinciales, el incremento de impuestos y la expulsión de los jesuitas. La rebelión fue reprimida por el visitador general José de Gálvez y Gallardo, quien ejecutó a Soria Villarroel y a otros rebeldes.
En la plaza de San Agustín puede verse la estatua de Gertrudis Bocanegra, un personaje histórico de gran trascendencia para la gente de Pátzcuaro. Fue una mujer criolla que se unió junto con su marido a la causa de la Independencia de México. Gertrudis se introdujo como espía en un grupo de seguidores realistas, con resultados importantes para la causa. Su labor fue muy eficaz. Una vez descubierta fue ejecutada por un pelotón de soldados.
Después de la independencia, en 1824 Pátzcuaro pasó a ser cabecera del distrito XII del departamento Oeste.
Durante la guerra de Reforma, Pátzcuaro fue una ciudad dominada por los conservadores y se pronunció a favor del Segundo Imperio mexicano en 1867. El general liberal Nicolás Régules atacó y tomó la ciudad el 4 de enero de ese año.
A fines de siglo, bajo los sucesivos gobiernos de Porfirio Díaz, Pátzcuaro pasó por un proceso de modernización. En 1886 se inauguró el ferrocarril Morelia-Pátzcuaro, y el 5 de mayo de 1899 comenzó el alumbrado eléctrico.
En la Revolución mexicana, los revolucionarios encabezados por Salvador Escalante tomaron Pátzcuaro en 1911. A raíz del golpe de Estado de Victoriano Huerta, las fuerzas al mando del revolucionario Gertrudis G. Sánchez entraron el 21 de abril de 1913 y la ocuparon por breve tiempo. La ciudad pasó posteriormente a ser controlada por el gobierno de Huerta. El general Joaquín Amaro Domínguez trató de recuperar Pátzcuaro el 9 de agosto, pero fracasó y tuvo que retirarse. La ciudad también fue atacada por José Inés García Chávez.
En 1920, se inició la reconstrucción de la ciudad, procurando mantener su atractivo patrimonial y turístico. El Primer Congreso Indigenista Interamericano se realizó en Pátzcuaro en 1940, aprobando recomendaciones que fueron recogidas en la creación del Instituto Nacional Indigenista (hoy Instituto Nacional de los Pueblos Indígenas) e instituciones afines en otros países latinoamericanos.
En 1951 se fundó el Centro Regional de Educación Fundamental para América Latina (CREFAL, actualmente Centro de Cooperación Regional para la Educación de Adultos en América Latina y El Caribe), por parte de la UNESCO, dedicado a la promoción de la educación en ámbitos sociales rezagados, particularmente el rural.
Actualmente los pobladores de Pátzcuaro basan su economía en la pesca, la agricultura y la artesanía, famosa en todo el país, produciendo una bella alfarería, cestería y artículos lacados, así como en el comercio, los servicios públicos y el turismo.

## Demografía
La ciudad de Pátzcuaro cuenta con una población de 60 811 habitantes según datos del XIV Censo de Población del Instituto Nacional de Estadística y Geografía (INEGI), por lo cual es la 11.ª ciudad más poblada de Michoacán, aunque a inicios del siglo XX era la 6.ª ciudad más poblada del estado.

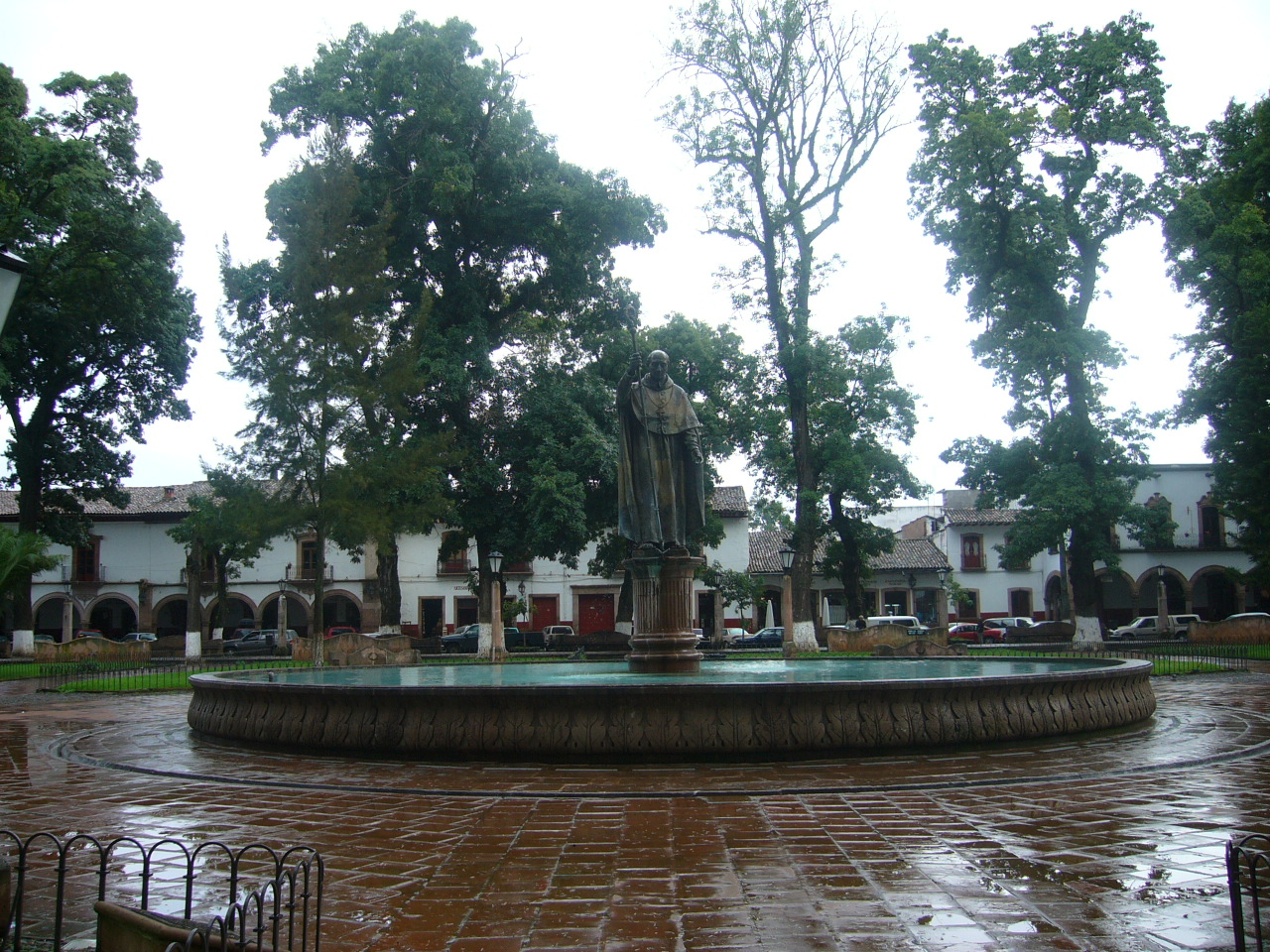
Plaza principal o de Vasco de Quiroga.

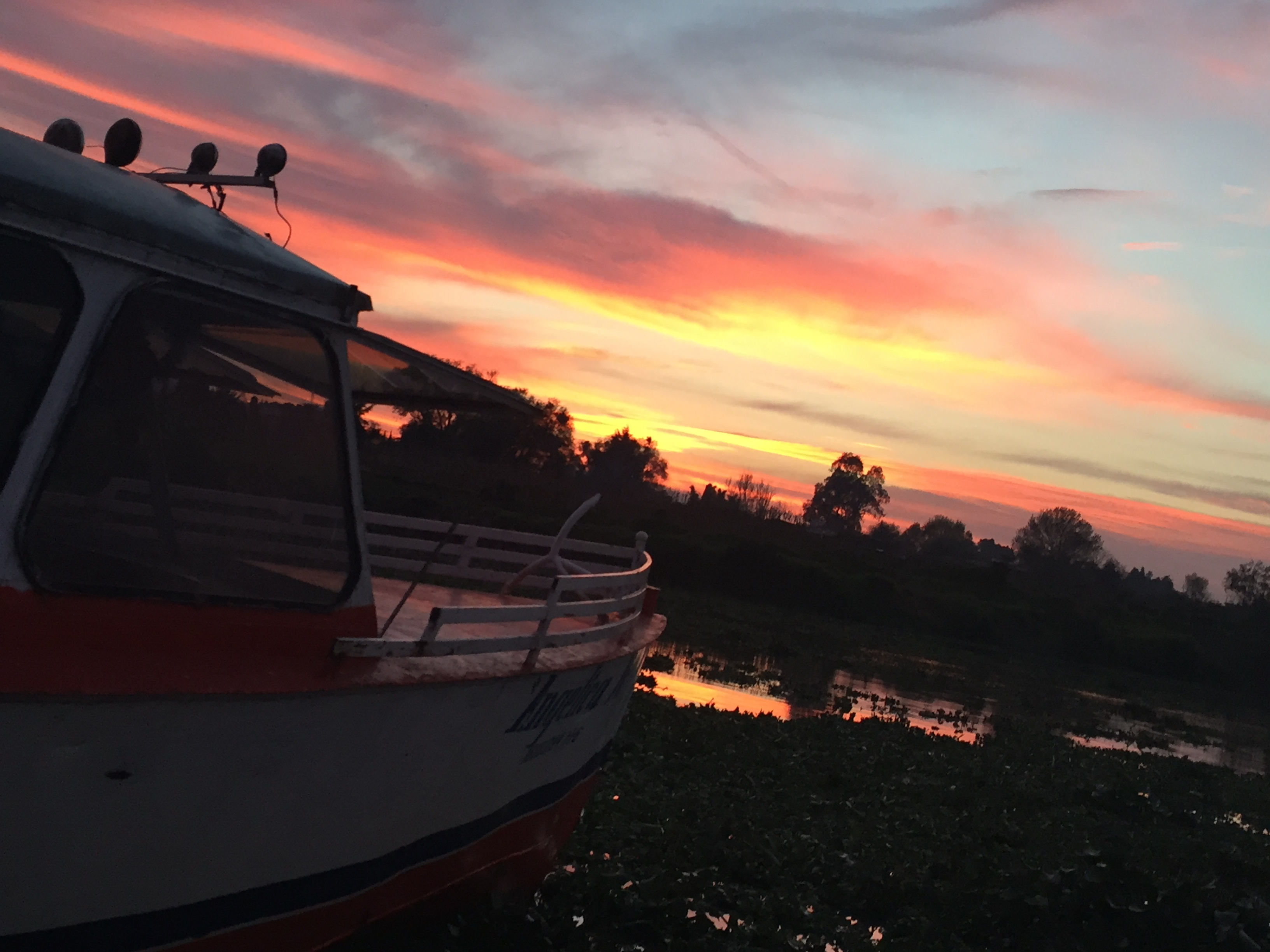
Atardecer en el lago de Pátzcuaro desde un embarcadero

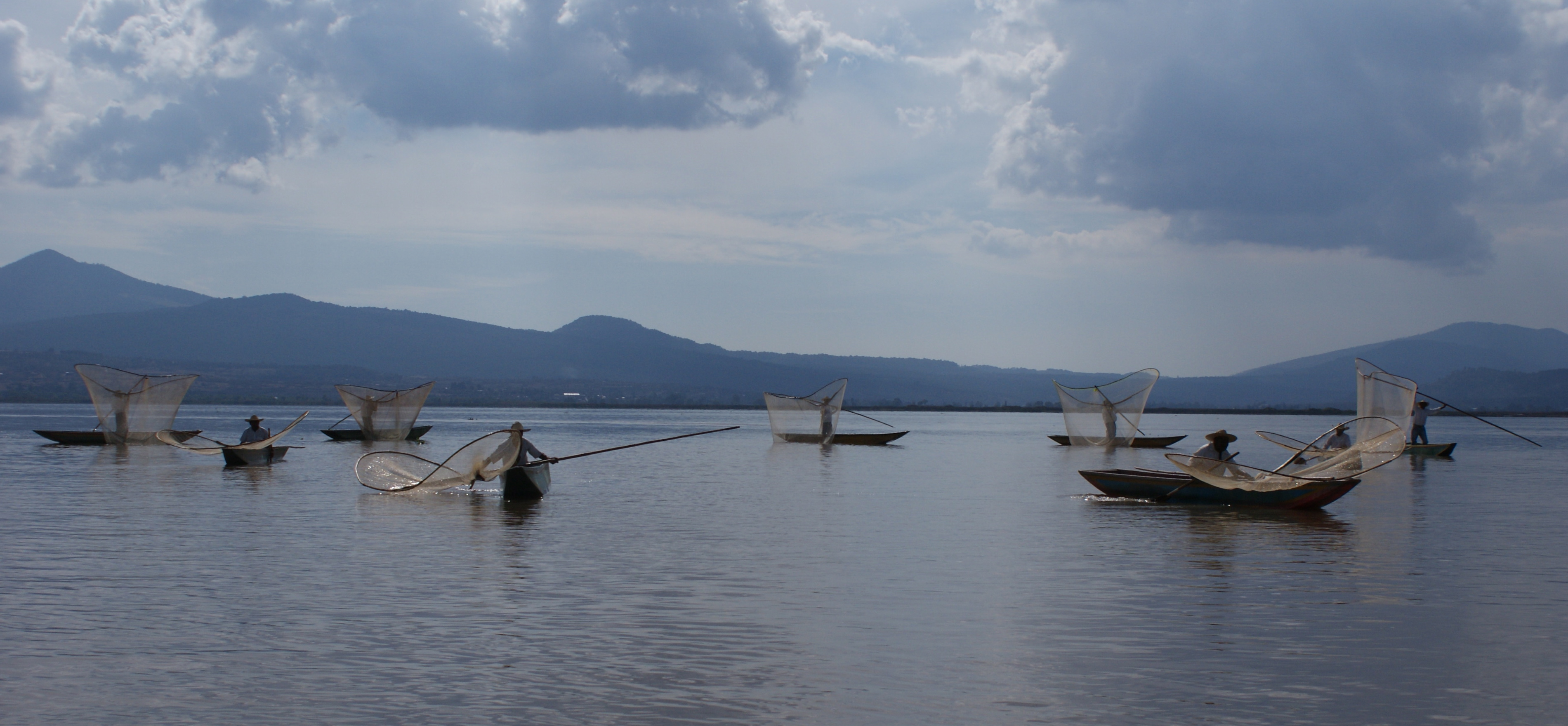
Balseros en el Lago de Pátzcuaro.

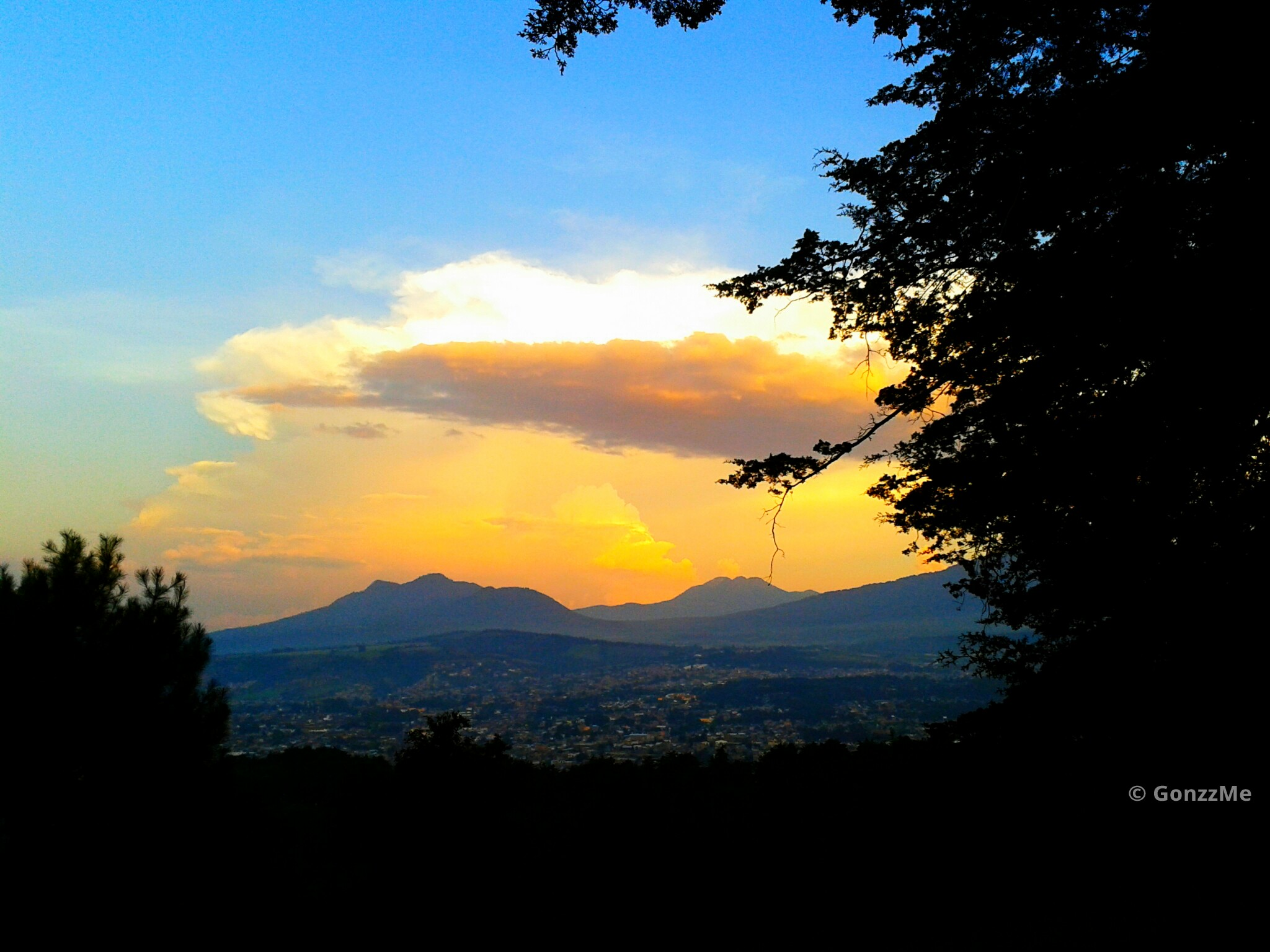
Vista desde El Mirador El Estribo hacia el Horizonte

| Gráfica de evolución demográfica de Pátzcuaro entre 1900 y 2020                                   |
|                                                                                                   |
| Población de los censos del Instituto Nacional de Estadística y Geografía (INEGI) de 1900 a 2020. |

## Monumentos de interés
- Plaza principal o de Vasco de Quiroga, mayor explanada colonial en Hispanoamérica, con árboles centenarios y mansiones con portales. A su alrededor se hallan el palacio municipal, la Casa del Gigante, la Casa de los Escudos, el palacio Huitzimengari y el Hotel Mansión Iturbe.
- Palacio municipal, construido en el siglo XVIII, con adiciones posteriores, es la sede del H. Ayuntamiento y otras oficinas de gobierno. En este complejo se encuentra la Oficina de Turismo y el Archivo Histórico Municipal de Pátzcuaro, que custodia documentos que datan desde el siglo XVI a la fecha. Presenta asimismo en su patio principal el mural Pátzcuaro, breve historia, de Juan Torres Calderón.
- Palacio de Huitzimengari, antigua residencia de los gobernadores purépechas.
- Casa de los Escudos, que perteneció a los condes de Villahermosa de Alfaro, quienes pusieron sus escudos o blasones en la portada.
- Casa del Gigante, del siglo XVII (antigua residencia de los condes de Menocal), con un hermoso pórtico.
- Hotel Mansión Iturbe, antigua residencia de comerciantes y dueños de recuas de arriería.
- Iglesia de San Francisco. A un lado se aprecia lo que subsiste del antiguo convento.
- Iglesia y ex convento de la Orden Hospitalaria de San Juan de Dios.
- Santuario de Nuestra Señora de Guadalupe, construido a principios del siglo XIX, de estilo neoclásico.
- Templo del Hospitalito, anteriormente hospital del barrio de indios de San Francisco.
- Plaza Gertrudis Bocanegra, antiguamente atrio del convento e iglesia de San Agustín.
- Teatro Emperador Caltzontzin, construido donde fue el convento de San Agustín.
- Biblioteca municipal Gertrudis Bocanegra, ex iglesia del convento de San Agustín, donde puede admirarse un mural monumental de Juan O'Gorman.
- Fuente del torito, situada en la plaza Gertrudis Bocanegra.
- Casa de los Once Patios. Conjunto de patios y escaleras que comprenden parte de lo que fue el convento de religiosas dominicas de santa Catalina de Siena, y donde se puede encontrar toda clase de artesanías.
- Hospital de Santa Martha, fundado por Vasco de Quiroga.
- Iglesia del Sagrario, antiguamente del convento de Santa Catalina de Siena. Aquí estuvo la imagen de Nuestra Señora de la Salud hasta 1924.
- Museo de Artes e Industrias Populares. Ubicado en el antiguo colegio de San Nicolás Obispo, exhibe una notable colección de artesanías antiguas. En el patio posterior pueden verse los restos de edificaciones de la época prehispánica.
- Iglesia de la Compañía de Jesús.
- Excolegio Jesuita, actualmente centro cultural.
- Basílica de Nuestra Señora de la Salud. Está edificada sobre una loma. Es la antigua catedral del siglo XVI. Dentro se puede contemplar una imagen de la Virgen de la Salud hecha de pasta de caña, muy venerada por los indígenas purépechas y todos los michoacanos. Aquí se halla el mausoleo del obispo Vasco de Quiroga.
- Iglesia del Humilladero.
- La estatua de Tangáxoan Tzíntzicha, en la salida a Morelia por el Libramiento, obra del escultor Guillermo Ruiz.
- Quinta Eréndira, actualmente sede del Centro de Cooperación Regional para la Educación de Adultos en América Latina y El Caribe o CREFAL[9] y del Centro Dramático de Michoacán (CEDRAM), anteriormente residencia del general Lázaro Cárdenas del Río.[10]

## Fiestas y tradiciones
- La noche de muertos del 1 y 2 de noviembre.
- Aniversario de la ciudad el 28 de septiembre.
- Fiesta de Nuestra Señora de la Salud, el 8 de diciembre.

En todas estas fiestas, los artesanos se reúnen y hacen una exposición y venta de sus trabajos en la plaza Vasco de Quiroga.
En distintas fechas, varían las festividades. Un ejemplo es el martes de carnaval, donde distintas personas de las diferentes colonias de Pátzcuaro se agrupan para bailar por las calles disfrazadas de «maringuías» y otros personajes que torean a un personaje hecho de cartón, tela y papel maché llamado «torito». Otra de las festividades que no tienen fecha específica es el Corpus Cristi, donde los negocios locales lanzan por sus puertas y ventanas a la multitud objetos de sus respectivos negocios, como ropa, fruta, pan, etc.

## Pátzcuaro en el arte
Los atractivos naturales, las tradiciones y las fiestas de Pátzcuaro y los pueblos cercanos han llevado a numerosos artistas a tomarlos como tema y escenario de sus obras. 
- La película Maclovia, dirigida por Emilio Fernández (1948) y protagonizada por María Félix y Pedro Armendáriz. También se filmaron en esta ciudad: Sed de amor, de Alfonso Corona Blake (1958), con Pedro Armendáríz, Silvana Pampanini y Ana Luisa Peluffo; Tiempo de Morir, dirigida por Arturo Ripstein (1966) con guion de Gabriel García Márquez y Carlos Fuentes; Gertrudis Bocanegra, de Ernesto Medina (1992), con Ofelia Medina, Fernando Balzaretti, Angélica Aragón y Eduardo Palomo.
- La telenovela mexicana, Atrévete a soñar se ambienta principalmente en la Ciudad de México y como lugar secundario en Pátzcuaro; la telenovela Amarte es mi pecado del año 2004 y producida por Ernesto Alonso se desarrolla en buena parte en esta ciudad.
- En música, Agustín Lara dedicó un tema a Janitzio; Janitzio es también un poema sinfónico de Silvestre Revueltas. El drama sinfónico en cinco escenas de Miguel Bernal Jiménez, Tata Vasco, fue estrenado el 15 de febrero de 1941 en Pátzcuaro. El vídeo musical de la canción «Tres Semanas» de Marco Antonio Solís fue grabado en La Casa de los Once Patios.